# Banja (Pazardzjik)
Banja (Bulgaars: Баня) is een dorp in de Bulgaarse gemeente Panagjoerisjte, oblast Pazardzjik. Banja ligt hemelsbreed 33 km ten noordwesten van de provinciehoofdstad Pazardzjik en 71 km ten zuidoosten van Sofia.

## Bevolking
Op 31 december 2020 werden er 573 inwoners in het dorp Banja geregistreerd door het Nationaal Statistisch Instituut van Bulgarije. Het aantal inwoners vertoont al jaren lang een dalende trend: in 1934 telde het dorp nog 1.842 inwoners.
| Bevolkingsontwikkeling tussen 1934 en 2020          |
| --------------------------------------------------- |
|                                                     |
| Bron: Nationaal Statistisch Instituut van Bulgarije |

In het dorp wonen uitsluitend etnische Bulgaren. In 2011 identificeerden alle 687 ondervraagden zichzelf als etnische Bulgaren (100%).
| Etnische samenstelling van de respondenten (2011) | Etnische samenstelling van de respondenten (2011) | Etnische samenstelling van de respondenten (2011) | Etnische samenstelling van de respondenten (2011) | Etnische samenstelling van de respondenten (2011) |
| ------------------------------------------------- | ------------------------------------------------- | ------------------------------------------------- | ------------------------------------------------- | ------------------------------------------------- |
|                                                   |                                                   |                                                   |                                                   |                                                   |
| Bulgaren                                          | Bulgaren                                          |                                                   | 100,0%                                            | 100,0%                                            |
| Turken                                            | Turken                                            |                                                   | 0,0%                                              | 0,0%                                              |
| Roma                                              | Roma                                              |                                                   | 0,0%                                              | 0,0%                                              |
| Anders/Onbekend                                   | Anders/Onbekend                                   |                                                   | 0,0%                                              | 0,0%                                              |